# Готфрід фон Рогге
Готфрід фон Рогге (*Gottfried von Rogge, д/н — 1309) — 20-й магістр Лівонського ордену в 1298—1309 роках.

## Життєпис
Походив з вестфальського шляхетського роду Рогге, представники якого були міністеріалами Оснабрюкського єпископства. Народився у замку Рогге поблизу Оснабрюка. Початок кар'єри в Лівонському ордені невідомий.
1298 року після загибелі магістра Бруно стає новим очільником Ордену. Вимушений був продовжити війну з Литвою, Ригою та Ризьким архієпископством. Рижани взяли в облогу замок Нойормюлен, що мав стратегічне значення. Втім на допомогу лівонському магістру прийшов Бертольд фон Брігафен, комтур Кенінгсберга. У битві при Нойєрмюлен литовці та рижани зазнали нищівної поразки. Слідом за цим Брігафен сплюндрував володіння ризького архієпископа Йоганна III фон Шверіна. За цим спільно з Куно, комтуром Бранденбурга в Пруссії, Готфрід фон Рогге сплюндрував литовські землі.
У січні 1299 року папа римський Боніфацій VIII зажадав, щоб магістр Готфрід фон Рогге звільнив ризького архієпископа з полону (перебував там з 1297 року) і повернув йому всі конфісковані володіння. Магістр і архієпископ дістали наказ прибути на папський суд до Рима. Йоганн III фон Шверін був звільнений і незабаром відправився до папи римського з новими скаргами на дії Ордену. Місто Рига, Конрад I, єпископ Езель-Віцький, і Йоганн I, Курляндский єпископ, приєдналися до цих скарг. Тоді ж розмістив лівонську залогу в Полоцьку, який на той час перетворився на теократичну республіку. Також відправив військо, яке спробувало захопити Псков, проте зазнало поразки від Довмонта.
1300 року під час судового розгляду помирає фон Шверін. На його місце було призначено Ізарнуса Фонтіано, який прибув до Риги 1301 року. Наступного року за посередництва великого магістра Тевтонського ордену Готфріда фон Гогенлое було укладено мир між Ризьким архієпископством і Лівонським орденом. Натомість Фоніано не зміг примирити ризький магістрат з Орденом, тому відмовився від сану.
1304 року новий ризький архієпископ Фрідріх Пернштейн домігся встановлення перемир'я між Ригою і Готфрід фон Рогге, за яким останній повертав усі володіння місту. Натомість ризький магістрат визнавав сюзеренітет архієпископа та відмовлявся від союзу із Литвою.
У 1305 року магістр лівонського ордену скористався складними обставинами Динамюндського цистерціанського абатства через постійні напади литовців, домігся продажу Ордену абатських володінь за 4 тис. лівонських марок. Після цього зміцнив замок Динамюнде, де розмістив потужну залогу. Втім ризький магістрат і архієпископ Пернштейн відмовилися визнати цю угоду, подавши скаргу на дії фон Рогге папі римському Клименту V. Судова справа затягнулася. В цей час рижани відновили союз з великим князем Литовським Витенем, який відправив війська до Риги. Невдовзі, сплативши 700 лівонських марок, Готфрід фон Рогге переконав ризький магістрат відмовитися від союзу з Литвою. Слідом за цим 2 липня 1307 року в битві під Ригою магістр Ордену завдав литовцям важкої поразки. Натомість Витень того ж року вигнав лівонську залогу з Полоцька, а саме Полоцьке князівство приєднав до Литви.
Про останні роки нічого невідомо. Помер 1309 року. Новим очільником Ордену став Герхард фон Йорк.